# Yepachic
Yepachi es una población del estado mexicano de Chihuahua, situada en lo alto de la Sierra Madre Occidental en el municipio de Temósachic del que constituye una Sección Municipal.
Yepachi fue fundado en 1677 por religiosos miembros de la Compañía de Jesús que buscaban evangelizar a los indígenas de la región, es este caso los pimas, hasta la fecha, Yepachi sigue siendo el principal asentamiento pima del estado de Chihuahua. Los miembros de esta etnia son llamados pimas bajos, para diferenciarlos de los pimas altos que habitan en Sonora y Arizona y su dialecto particular es llamado Pima bajo de Yepachi.
Yepachi, muy cercano a los límites con Sonora, siempre ha tenido una intensa relación con el vecino estado, junto con varias otras comunidades de la región, dando lugar a la identidad particular de los llamados Rancheros del noroeste, que siempre tuvieron un gran sentimiento independiente y de rebelión a la autoridad, que se manifestaron en la devoción a Teresa Urrea "La Santa de Cabora", que muchos pueblos que Chihuahua y Sonora compartían y que en algunos casos culminaron en eventos como la Rebelión de Tomóchi.
En Yepachi son particularmente famosos los eventos religiosos realizados por los pimas en Semana Santa y en la fiesta patronal del pueblo, dedicada a San José.
Debido a su situación geográfica, Yepachi es una de las localidades que registran las más bajas temperatura de México.